# Aspila molochitina
Aspila molochitina är en fjärilsart som beskrevs av Berg 1882. Aspila molochitina ingår i släktet Aspila och familjen nattflyn. Inga underarter finns listade i Catalogue of Life.